# Praktica

Logo Praktica

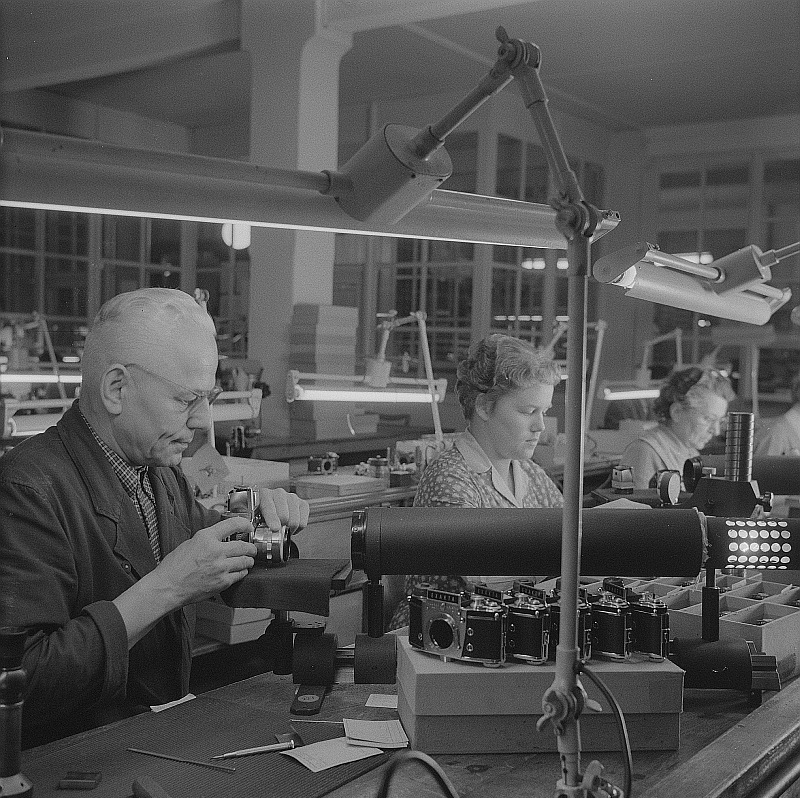
Praktica.

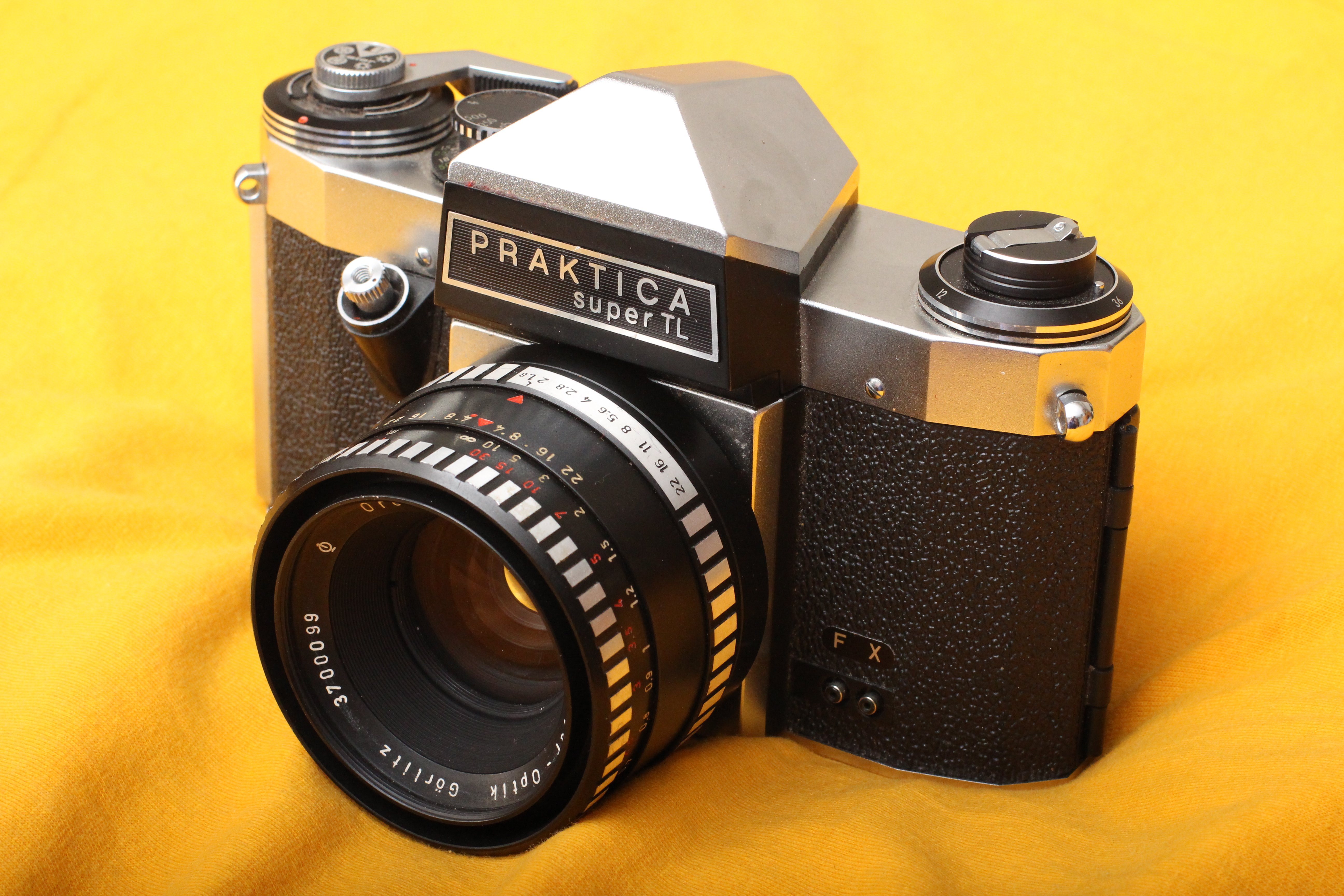
Praktica Super TL y el nítido Meyer Optik Görlitz Oreston 50mm 1.8.

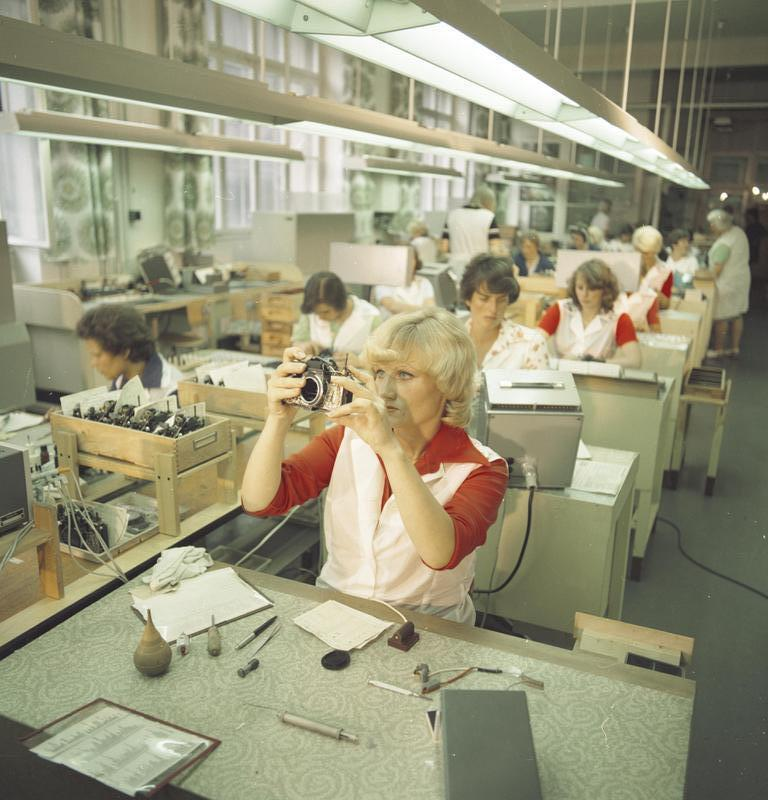
Praktica

Praktica es una marca de cámaras fotográficas fabricadas por la VEB Pentacon, ex VEB Zeiss Ikon Dresden, en Dresde, en la República Democrática Alemana. Durante muchos años la ciudad de Dresde fue el mayor productor de cámaras del mundo. Actualmente Praktica es la única marca comercializada por la sociedad, las anteriores incluyen Zeiss Ikon, Contax (ahora propiedad de la empresa Carl Zeiss), Exakta, Pentacon y muchos más.
La empresa se derrumbó después de la reunificación alemana, pero fue resucitada en colaboración con Schneider Kreuznach. Praktica hoy fabrica muchos productos bajo diversas marcas, como productos para la industria automotriz, pantallas LCD 3D y cámaras fotográficas y lentes bajo su propia marca Praktica y también marcas internacionales. También producen los equipos ópticos para los programas espaciales de EE. UU., Europa Occidental y Rusia.
Entre los inventos de la empresa, que todavía se utilizan hoy, están la Cámara réflex de único objetivo de rollo de película en 1936 y la montura a Rosca M42 en 1949.

## Cámaras reflex
En total, teniendo en cuenta todos los modelos, aproximadamente 9 millones de cámaras Praktica fueron producidas entre 1948 y 2001.

### Primera generación
- Praktica, año 1949
- Praktica FX
- Praktica FX 2 (1956 = PORST FX2)
- Praktica FX 3 (idéntica a FX2 y sólo para exportación)
- Praktica IV
- Praktica IV B
- Praktica IV M
- Praktica IV BM
- Praktica IV FB
- Praktica V F
- Praktica V FB

### Segunda generación
- Praktica VI?
- Praktica Nova
- Praktica Nova B
- Estera Praktica
- Praktica Nova I
- Prácticas Nova IB (= PORST FX4)
- Praktica Super TL (= PORST FX6)
- Praktica Electrónica

### Tercera generación (serie "Praktica L")
- Praktica L (= PORST CX3)
- Praktica L2
- Praktica LB2 (= PORST CX4)
- Praktica LTL (= PORST CX6)
- Praktica Super TL 2
- Praktica Super TL3
- Praktica LTL3
- Praktica MTL3
- Praktica MTL5
- Praktica MTL5B
- Praktica Super TL 500 y Super TL 1000
- Praktica LTL2
- Praktica DTL2
- Praktica DTL3
- Praktica MTL50
- Praktica LLC
- Praktica PLC2
- Praktica PLC3
- Praktica VLC
- Praktica VLC2
- Praktica VLC3
- Praktica EE2
- Praktica EE3

### Cuarta generación (serie "Praktica B")
La cuarta generación de las Praktica data de 1978. Una innovación importante fue un diseño moderno para cámaras y lentes Prakticar y la sustitución de la montura M42 por la montura a bayoneta llamada Praktica B. Por primera vez también lentes zum.
- Praktica B 200
- Praktica BC1
- Praktica B 100
- Praktica BCA
- Praktica M
- Praktica BCS
- Praktica BCC
- Praktica BMS

BX-serie (producción 1987-1990)
- Praktica BX 20
- Praktica BX 10 DX
- Praktica BX 21
- Praktica BX 20

## Objetivos
Los objetivos de formato 35mm de las Praktica son remarcables tanto por su calidad óptica, mecánica y diseño, cuanto por su carácter. Las marcas son Carl Zeiss Jena y Meyer Optiks Görlitz y finalmente después de la fusión de varias empresas, aus Jena, Pentacon y Prakticar. Muchas veces los objetivos rotulados originalmente Zeiss y Meyer, pasaron a llamarse Pentacon y luego Prakticar (cuando cambiaron la montura de rosca M42 a la montura a bayoneta llamada Praktica B), aun cuando también hubo desarrollos nuevos Pentacon y Prakticar.
Entre los más destacados objetivos se encuentran: los granangulares Flektogon 20mm f4 y f2.8, Lydith 30mm f3.5 (reconocido por su gran corrección casi total de la aberración cromática), Flektogon 35mm f2.8, Primagon 35mm f4.5, Orestegon 29mm f2.8, los normales Domiplan 50mm f2.8, Trioplan 50mm f2.9, Tessar 50mm f2.8, Oreston 50mm f1.8 (muy nítido), Domiron 50mm f2, Pancolar 50mm f2, Pancolar 50mm f1.8 (el más nítido tal vez), Pancolar 55mm f1.4 y Pentacon 50mm 1.8, Primoplan 58mm f1,9, los teleobjetivos Pancolar 80mm f1.8, Telefogar 90mm f3.5, Trioplan 100mm f2.8, Orestor 100mm f2.8, Primotar 135mm f3.5, Orestor 135mm f2.8 (conocido como el "bokeh king" por la suavidad de sus desenfoques debido al alto número de hojas de diafragma que posee), Orestegor 200mm f4, Orestegor 300mm f4 y Orestegor 500mm f5.6 y los catadióptricos 500mm f4 y 1000mm f5,6, entre otros.

## Cámaras compactas
- Super zum 1500 AF et 1500 AFD
- M10
- M36
- M60 AF
- CX1

## Cámaras digitales

### Luxmedia
- Luxmedia 5103
- Luxmedia 5203
- Luxmedia 5303
- Luxmedia 6103
- Luxmedia 6105
- Luxmedia 6203
- Luxmedia 6403
- Luxmedia 6503
- Luxmedia 7103
- Luxmedia 7203
- Luxmedia 7303
- Luxmedia 7403
- Luxmedia 8003
- Luxmedia 8203
- Luxmedia 8213
- Luxmedia 8303
- Luxmedia 10-XS
- Luxmedia 10-X3
- Luxmedia 10-23
- Luxmedia 12-23
- Luxmedia 12-Z4
- Luxmedia 12-Z5

### DCZ
- DCZ 2.2
- DCZ 3.3
- DCZ 4.1
- DCZ 4.4
- DCZ 5.2
- DCZ 5.4
- DCZ 5.5
- DCZ 5.8
- DCZ 6.2
- DCZ 6.3
- DCZ 6.8
- DCZ 7.2
- DCZ 7.3

### DC
- DC 21
- DC 52
- DC 60

### Dpix
- Dpix 3200
- Dpix 5100
- Dpix 5200
- Dpix 530Z
- Dpix 740Z

### Multimedia
- DMMC
- DMMC 4
- DVC 6.1
- Caméra de Voiture "Praktica CDV 1.0"